# Munavoi

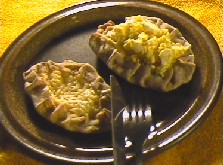
Pasteles carelios con mantequilla de huevo.

El munavoi (en finés: "mantequilla de huevo") es una especialidad similar a la mantequilla que se emplea con frecuencia en la cocina finlandesa y estonia, a base de huevo cocido. 
Algunas de las preparaciones finlandesas, como los pasteles carelios, son dulces realizados con este ingrediente. En Estonia, la mantequilla de huevo y el leib (pan oscuro de centeno) tradicionalmente son parte de la comida del domingo de Pascua.